# Euphorbia tacnensis
Euphorbia tacnensis là một loài thực vật có hoa trong họ Đại kích. Loài này được Phil. mô tả khoa học đầu tiên năm 1891.